# Martin Eisl
Martin Eisl (* 14. November 1982 in Salzburg) ist ein österreichischer Fußballtorwart.

## Vereinskarriere
Eisl begann seine Karriere in Thalgau bei den Jugendmannschaften des dortigen USV und kam über das Bundesnachwuchszentrum (BNZ) Salzburg als Nummer 1 zu den SV Austria Salzburg Amateuren. Im Jahr 2004 kam er zum österreichischen Bundesligisten SV Wüstenrot Salzburg, wo er als dritter Torhüter im Kader stand. Im Jahre 2005 wurde Eisl dritter Torhüter bei der Kampfmannschaft des neuen FC Red Bull Salzburg. Zudem war er auch die Nummer eins bei den Red Bull Salzburg Amateuren.
Am 11. Juli 2007 gab der Kapfenberger SV die Verpflichtung von Eisl als Nummer 1 bekannt. Sein Debüt in der zweitklassigen Red Zac-Ersten Liga gab er 31. Juli 2007 beim Spiel Kapfenberger SV gegen den FC Lustenau, bei dem er 90 Minuten durchspielte. Das Spiel endete mit einem 2:1-Sieg der Kapfenberger. Eisl holte mit dem Verein den Meistertitel in der damaligen Red-Zac Erste Liga, der 2. Liga des österreichischen Fußballs. In der österreichischen Bundesliga debütierte er ein knappes Jahr nach seinem ersten Auflaufen in der Ersten Liga, am 27. Juli 2008, beim Spiel Kapfenberger SV gegen Eisls ehemaligen Verein, den FC Red Bull Salzburg, bei dem er durchspielte. Das Spiel endete mit einem 1:1-Remis. Eisl etablierte sich als Nummer 1 in der Bundesliga, der höchsten österreichischen Spielklasse. Nach insgesamt drei Jahren bei den Obersteirern kehrte er Anfang der Saison 2010/11 nach Salzburg zurück und wechselte als neue Nummer 1 zum Aufsteiger aus der Regionalliga SV Grödig. Im Jahre 2011 kehrte Eisl aufgrund des Wunsches, sich beruflich zu verändern dem Profifußball den Rücken, blieb aber dem Amateurfußball erhalten. Er wechselte im Sommer 2011 als Nummer 1 zu seinem Stammverein SV Austria Salzburg in die Regionalliga West. 2012 wechselte Eisl innerhalb der Regionalliga West zum FC Liefering. Zur Winterpause 2012/13 verließ der Salzburger den FC Liefering und wechselte in die steirische Landesliga zum SV Wildon. Nach einer halben Saison in Wildon wechselte er im Sommer in die steirische Oberliga Nord zum SVA Kindberg und beendete noch in der Winterpause auch im Amateurfußball seine Karriere. Danach blieb er im Mürztal wohnhaft und startete mit vereinzelten Einsätzen ab der Saison 2015/16 wieder in den Amateurfußball. Erst mit seiner Verpflichtung beim SC Parschlug, zu dem er nach einigen wenigen Monaten beim SC Pernegg im Jänner 2017 gewechselt war, kam er nach einigen Monaten bzw. spätestens ab dem Frühjahr 2018 wieder zu regelmäßigen Einsätzen als Spieler.

## Nationalmannschaftskarriere
In seiner Jugend absolvierte Eisl einige Länderspiele in den österreichischen U-16- und U-17-Nationalteams.